# Tengzhou
Tengzhou (滕州 ; pinyin : Téngzhōu) est une ville de l'ouest de la province du Shandong en Chine. C'est une ville-district placée sous la juridiction administrative de la ville sous-provinciale de Zaozhuang.

## Démographie
La population du district était de 1 549 627 habitants en 1999.